# António Ribeiro
António Ribeiro (São Clemente de Basto, 21 mei 1928 - Lissabon, 24 maart 1998) was een Portugees rooms-katholiek bisschop. Van 1971 tot 1998 was hij de patriarch van Lissabon. 
Tomás de Almeida · José Manoel da Câmara · Francisco de Saldanha da Gama · Fernando de Sousa da Silva · José Francisco Miguel António de Mendonça · Carlos da Cunha e Menezes · Patrício da Silva · Francisco de São Luís Saraiva  · Guilherme Henriques de Carvalho · Manuel Bento Rodrigues da Silva · Inácio do Nascimento de Morais Cardoso · José Sebastião de Almeida Neto · António Mendes Belo · Manuel Gonçalves Cerejeira · António Ribeiro · José da Cruz Policarpo · Manuel Macário do Nascimento Clemente · Rui Manuel Sousa Valério
- Bibliothèque nationale de France: cb160260972 (data)
- Gemeinsame Normdatei: 119491168
- International Standard Name Identifier: 0000 0001 1492 9724
- Library of Congress Control Number: n90661554
- Istituto Centrale per il Catalogo Unico: LIGV061969
- Virtual International Authority File: 67277170
- WorldCat: E39PBJhGWqMkfHHhMfWmV8Jbh3